# Saint-Rogatien
Saint-Rogatien é uma comuna francesa na região administrativa da Nova Aquitânia, no departamento de Charente-Maritime. Estende-se por uma área de 5,19 km². Em 2010 a comuna tinha 2 326 habitantes (densidade: 448,2 hab./km²).